# Diversidad sexual en Ecuador
Las personas LGBTI en Ecuador están aceptadas socialmente. Además, legislativamente, el matrimonio igualitario se encuentra amparado desde el 12 de junio de 2019. Adicional al matrimonio, los hogares formados por parejas del mismo sexo pueden proceder a formar una unión de hecho, misma que les da todas las protecciones sociales y legales disponibles para las parejas heterosexuales casadas a excepción de la adopción de hijos en pareja.
De acuerdo al Índice de Igualdad publicado por Equaldex, en el que se otorga una calificación a cada país en base a los derechos de las poblaciones LGBT y la aceptación social hacia las mismas, Ecuador ocupaba en 2023 el lugar 44 de entre 197 países analizados. De entre los países de Latinoamérica, Ecuador se encontraba en el noveno lugar.

## Historia

### Época precolombina

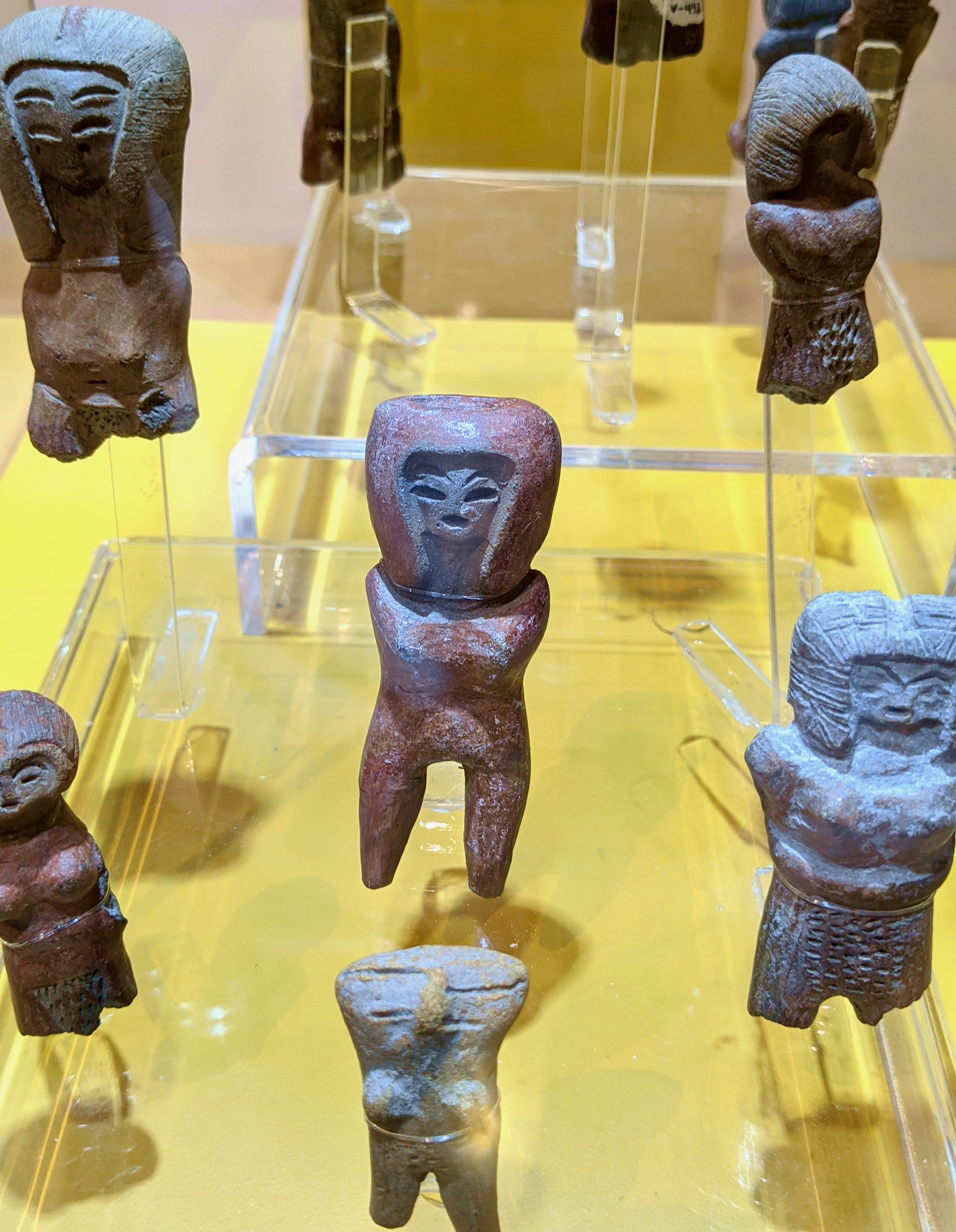
Figurines hermafroditas originarios de la cultura Valdivia.

Existen indicios arqueológicos y etnohistóricos que sugieren que antes de la colonización española, los pueblos indígenas que habitaban en lo que en la actualidad es Ecuador consideraban la homosexualidad como algo natural.[cita requerida] Se han encontrado cerámicas de la cultura Valdivia que mostraban este tipo de relaciones como parte de sus representaciones del erotismo y la fertilidad. Todo cambió con la llegada de los europeos, que impusieron una visión negativa de la homosexualidad basada en sus creencias religiosas.
La arqueóloga María Fernanda Ugalde ha señalado en particular la presencia de figurillas de parejas de mujeres en las culturas Tumaco-La Tolita y Bahía en posiciones usadas tradicionalmente para representar a parejas casadas. De acuerdo a Ugalde, los estudios arqueológicos tradicionales han ignorado estas figurillas o las han descrito como "hermanas siamesas", a pesar de mostrarse en posturas iguales a las que son descritas como parejas afectivas heterosexuales, lo que abre la posibilidad de que en realidad mostraran parejas de mujeres lesbianas. Una de las parejas representadas en una de las figurillas de la Cultura Bahía muestra incluso a una de las mujeres cargando a un bebé.
Ugalde también se ha referido a figurillas arqueológicas de la Cultura Tumaco-La Tolita que muestran personas con vestimenta masculina pero que a la vez poseen marcadas características físicas femeninas. El arqueólogo Andrea Brezzi ha explicado la existencia de estas figurillas aseverando que probablemente habían sido realizadas en el mismo molde en que se hacían las figurillas femeninas para ahorrar trabajo, aunque el hecho de que existieran moldes específicos para crear figurillas masculinas vuelve menos factible esta explicación. De acuerdo a Ugalde, otra explicación podría ser que las figurillas describen a personas pertenecientes a un hipotético tercer género. El mismo Brezzi, al describir a una figurilla de un hombre joven, afirmó que poseía "caracteres masculinos y femeninos al tiempo".

#### Cultura huancavilca
Gracias a las crónicas de Pedro Cieza de León, Gonzalo Fernández de Oviedo, Garcilaso de la Vega, Agustín de Zárate y Girolamo Benzoni, se conoce que la homosexualidad era practicada de forma mucho más abierta entre los huancavilcas en comparación con el resto de pueblos indígenas que encontraron los invasores españoles al momento de la colonización. Algo común en estos registros es el contraste entre la aceptación de la que gozaban estas relaciones en la población huancavilca y el rechazo que expresaron los cronistas para referirse a ellas. Un ejemplo de esto son las crónicas de Garcilaso de la Vega, quien se refirió a las prácticas homosexuales de los huancavilcas como un «vicio», o las de Girolamo Benzoni, quien se refirió a ellos como «sucios sodomitas».
Un papel central en estos registros lo tenían los hombres identificados como «enchaquirados», que recibieron este nombre por el uso de chaquiras y formaban especies de harenes de hombres homosexuales que participaban en ceremonias religiosas y adoptaban vestimenta femenina desde la infancia. Cieza de León describe a los enchaquirados como hombres (uno o más por cada templo) que cumplían el rol de sacerdotes o guardianes de las deidades adoradas por los huancavilcas y que tenían relaciones homosexuales con los caciques de sus tribus durante sus festividades religiosas. De acuerdo al antropólogo Hugo Benavides, el uso de objetos considerados como invaluables por parte de los huancavilcas, como lo eran el oro y las chaquiras de conchas spondylus, indica el estatus elevado que los enchaquirados tenían dentro de la jerarquía social de las tribus.
Según Cieza de León, los huancavilcas fueron duramente castigados por los capitanes Francisco Pacheco y Juan de Olmos por practicar la homosexualidad.

## Protecciones legales

### Leyes referentes a la actividad sexual
En Ecuador, la actividad sexual entre personas del mismo sexo ha sido legal desde el 25 de noviembre de 1997, cuando el Tribunal Constitucional, en el Caso n.º 111-97-TC, abolió el primer párrafo del artículo 516 del Código Penal, que criminalizaba la actividad sexual entre personas del mismo sexo con una pena de cuatro a ocho años. La demanda por inconstitucionalidad fue presentada por diversos grupos de activistas LGBT como respuesta a la detención de más de cien personas en la ciudad de Cuenca bajo esta ley.
La edad de consentimiento en Ecuador es a los 14 años, sin importar género u orientación sexual.

### Reconocimiento a parejas del mismo sexo

#### Unión de hecho
Las uniones de hecho para parejas formadas por personas del mismo sexo, fueron legalizadas en Ecuador con la aprobación de la Constitución de 2008, incluyendo todos los derechos del matrimonio excepto la adopción conjunta. La primera unión de hecho de que se tiene conocimiento ocurrió en agosto de 2009.
Durante el debate en el año 2008 sobre la Constitución, las organizaciones LGBTI realizaron el pedido de incluir reconocimiento legal de las uniones de personas del mismo sexo en la misma. Las uniones civiles fueron finalmente incluidas en el artículo 67, incluso luego de las protestas de las iglesias católica y evangélica. El texto aprobado dice:
La unión estable y monogámica entre dos personas libres de vínculo matrimonial que formen un hogar de hecho, por el lapso y bajo las condiciones y circunstancias que señale la ley, generará los mismos derechos y obligaciones que tienen las familias constituidas mediante matrimonio.
El presidente Rafael Correa dijo en ese entonces que las parejas homosexuales estables necesitaban ciertas garantías legales. En cuanto a la oposición de grupos conservadores, el presidente dijo: "Toda persona tiene su dignidad, es decir, habrá que respetar a la persona independientemente de su preferencia sexual, cuidado negarle el trabajo a alguien por su preferencia sexual, eso es discriminación, eso es inconstitucional."
Luego de la reunión mantenida el 18 de agosto de 2014 con los Colectivos LGBTI, el Presidente del Ecuador anunció en el enlace ciudadano número 387 el registro de las Uniones de Hecho de las personas del mismo sexo como estado civil.
El 15 de septiembre de 2014, la activista LGBTI Diane Rodríguez protagoniza la primera unión de hecho de una pareja transexual en Ecuador. El logro de la unión de hecho, que inclusive se materializó como un estado civil al igual que el matrimonio de Ecuador, estuvo acompañado por protestas de grupos fundamentalistas.

#### Matrimonio

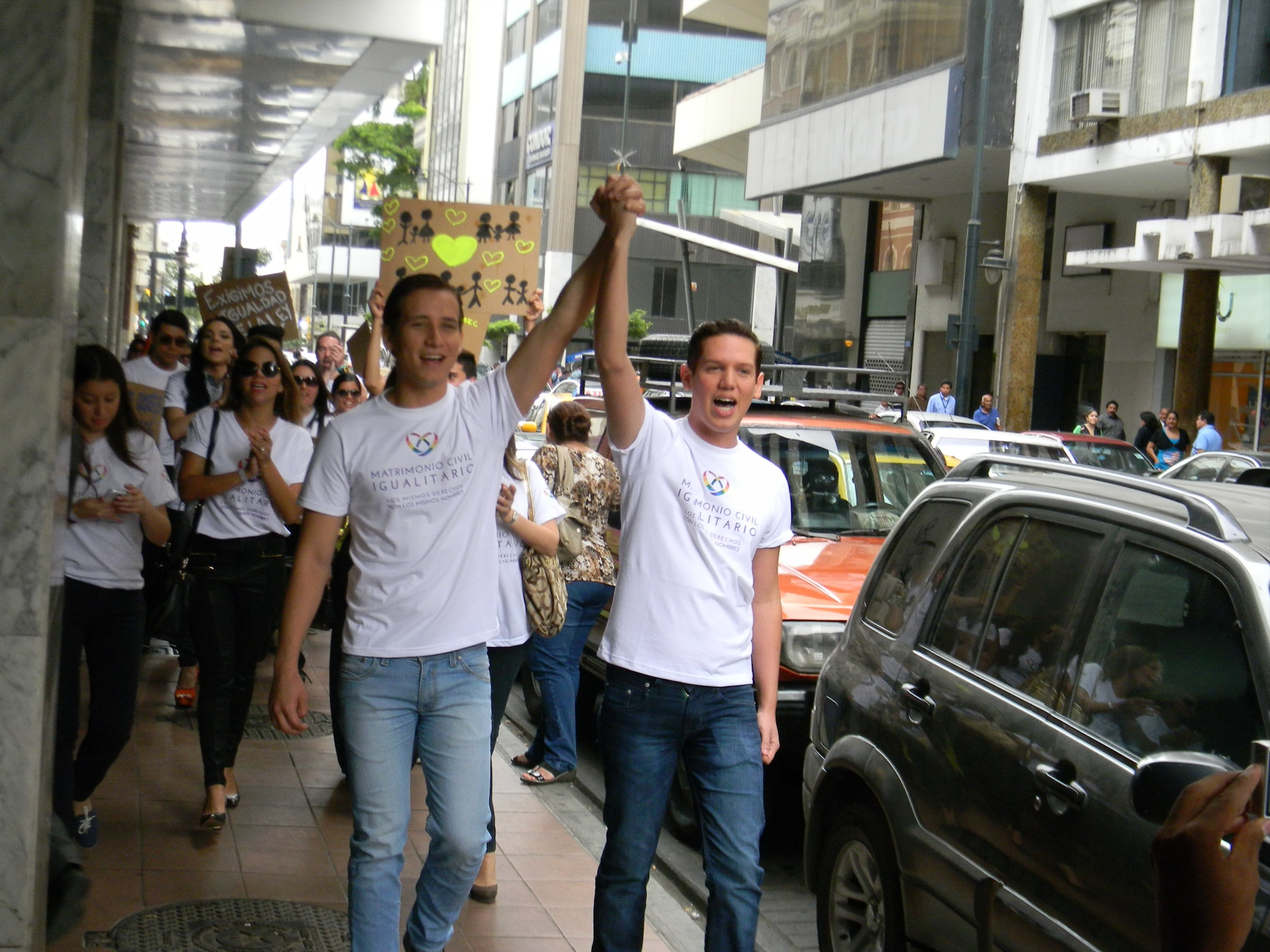
Pareja de camino al Registro Civil en Guayaquil, parte de la campaña Matrimonio Civil Igualitario.

El matrimonio entre personas del mismo sexo es legal en Ecuador desde el 12 de junio de 2019.
El proceso de legalización inició el 5 de agosto de 2013, cuando grupos activistas LGBTI iniciaron una campaña nacional bajo el nombre de Matrimonio Civil Igualitario, con miras a legalizar el matrimonio entre personas del mismo sexo en el país. La campaña arrancó con la petición de la activista Pamela Troya y su novia de contraer matrimonio en el Registro Civil de Quito. La petición fue rechazada por el organismo público días después, citando la Constitución de Ecuador y el Código Civil como motivo de su negativa. La pareja anunció el 8 de agosto que presentarían una acción de protección para que un juez exija al Registro Civil que les permita casarse. La acción fue presentada el 13 de agosto.
El 26 de agosto de 2013, una nueva pareja se presentó en el Registro Civil con la intención de casarse, esta vez en la ciudad de Guayaquil. La pareja, conformada por los jóvenes Santiago Vinces y Fernando Saltos, caminó por las calles de la ciudad junto a una caravana de activistas y simpatizantes, entre los que destacó la actriz Érika Vélez y la activista Silvia Buendía, hasta llegar al Registro Civil. Sin embargo, tres días después su petición de matrimonio fue negada, alegando las mismas razones dadas a la primera pareja. El 10 de diciembre presentaron una acción de protección para exigirle al Registro Civil que tramite su solicitud. De llegar a agotar todos los instrumentos de carácter nacional, el objetivo es llegar a la corte interamericana de derechos humanos a fin de exponer la contradicción de la constitución ecuatoriana que en dicho punto discrimina a parejas del mismo sexo al matrimonio, frente a otros superiores que lo protegen y garantizan igualdad incluso en la unión de hecho considerada del mismo nivel que el matrimonio ante derechos y obligaciones. Y así suprimir dicha restricción.
Durante las elecciones presidenciales de Ecuador de 2013, se posicionaron a favor del matrimonio entre personas del mismo sexo los candidatos Alberto Acosta, de la Unidad Plurinacional de las Izquierdas, y Norman Wray, del movimiento Ruptura 25, mientras que para las elecciones presidenciales de 2017, el candidato Paco Moncayo, del partido Izquierda Democrática, se posicionó a favor.

### Protecciones contra la discriminación
En 1998, Ecuador se convirtió en el primer país de las Américas (y el tercero en el mundo) en incluir orientación sexual como una de las categorías protegidas contra la discriminación en la constitución. Los otros dos países fueron Sudáfrica y Fiyi.
En la Constitución del 2008 se incluyó tanto orientación sexual como identidad de género dentro de las categorías protegidas. El artículo 11 (inciso 2) dice:

Nadie podrá ser discriminado por razones de etnia, lugar de nacimiento, edad, sexo, identidad de género, identidad cultural, estado civil, idioma, religión, ideología, filiación política, pasado judicial, condición socio-económica, condición migratoria, orientación sexual, estado de salud, portar VIH, discapacidad, diferencia física; ni por cualquier otra distinción, personal o colectiva, temporal o permanente, que tenga por objeto o resultado menoscabar o anular el reconocimiento, goce o ejercicio de los derechos. La ley sancionará toda forma de discriminación.

## Demografía
El Censo de Población y Vivienda de Ecuador de 2022 fue el primero en la historia de América Latina en incluir preguntas relacionadas con la orientación sexual y diversidad de género. Los resultados arrojaron que 270 970  personas se identificaban abiertamente como LGBT en el país, lo que representaba el 2,4% de la población total ecuatoriana. Del lado de la orientación sexual, el censo encontró que, de entre la población que no se identificaba como heterosexual, el 55% era lesbiana, el 36,1% era gay y el 7,1% era bisexual. En cuanto a la identidad de género, de entre las personas que no se identificaban como cisgénero, el 58.3% era transmasculino, el 40.1% era transfemenina y el 1,6% era de género no binario.
En cuanto a los resultados por cantones, el censo reveló que los que tenían mayor cantidad de personas abiertamente LGBT eran los siguientes:
| #  | Ciudad                                                                          | Provincia                      | Población LGBT (2022) |
| -- | ------------------------------------------------------------------------------- | ------------------------------ | --------------------- |
| 1  | Guayaquil                                                                       | Guayas                         | 42 607                |
| 2  | Quito                                                                           | Pichincha                      | 42 413                |
| 3  | Cuenca                                                                          | Azuay                          | 10 093                |
| 4  | [[Archivo:\|20x20px\|border\|Bandera de Santo Domingo (Ecuador)]] Santo Domingo | Santo Domingo de los Tsáchilas | 7278                  |
| 5  | Ambato                                                                          | Tungurahua                     | 5970                  |
| 6  | Portoviejo                                                                      | Manabí                         | 5606                  |
| 7  | Machala                                                                         | El Oro                         | 4498                  |
| 8  | [[Archivo:\|20x20px\|border\|Bandera de Manta]] Manta                           | Manabí                         | 4490                  |
| 9  | Durán                                                                           | Guayas                         | 4418                  |
| 10 | [[Archivo:\|20x20px\|border\|Bandera de Loja (Ecuador)]] Loja                   | Loja                           | 3987                  |
| 11 | Riobamba                                                                        | Chimborazo                     | 3964                  |
| 12 | [[Archivo:\|20x20px\|border\|Bandera de Esmeraldas (Ecuador)]] Esmeraldas       | Esmeraldas                     | 3817                  |
| 23 | [[Archivo:\|20x20px\|border\|Bandera de Latacunga]] Latacunga                   | Cotopaxi                       | 3447                  |
| 14 | [[Archivo:\|20x20px\|border\|Bandera de Ibarra]] Ibarra                         | Imbabura                       | 3420                  |
| 15 | Quevedo                                                                         | Los Ríos                       | 3270                  |
| 16 | Daule                                                                           | Guayas                         | 3175                  |
| 17 | Milagro                                                                         | Guayas                         | 2970                  |
| 18 | [[Archivo:\|20x20px\|border\|Bandera de Santa Elena (Ecuador)]] Santa Elena     | Santa Elena                    | 2678                  |
| 19 | [[Archivo:\|20x20px\|border\|Bandera de Babahoyo]] Babahoyo                     | Los Ríos                       | 2662                  |
| 20 | Rosa Zárate                                                                     | Esmeraldas                     | 2344                  |

## Condiciones de vida

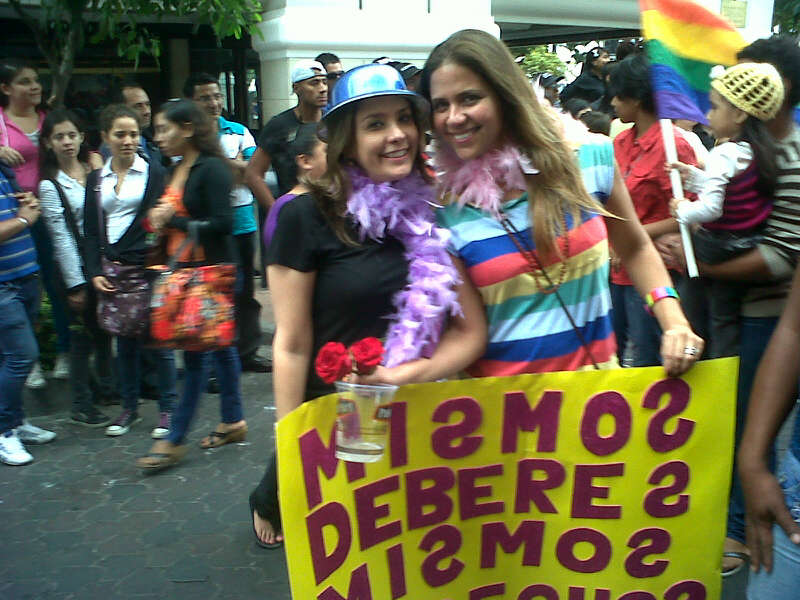
Marcha por el Día Internacional del Orgullo LGBT en 2013 en Guayaquil

Una comunidad LGBTI considerable se ha desarrollado en las ciudades de Quito y Guayaquil. La primera marcha del orgullo LGBTI tuvo lugar en Quito, en 1998, como respuesta al veredicto del Tribunal Constitucional que despenalizó la actividad sexual entre personas del mismo sexo. Sin embargo, Ecuador tiene una cultura conservadora, por lo que la homosexualidad sigue siendo vista de forma negativa por algunos sectores de la sociedad.
Desde la década pasada se han organizado marchas de orgullo LGBTI en todas las grandes ciudades, las que han contado con la autorización de las autoridades y con protección policial, en adición a su participación. En la marcha del año 2011 en Guayaquil, por ejemplo, entre los asistentes a la misma estuvieron la viceprefecta de la provincia, Luzmila Nicolalde, el concejal municipal Gino Molinari, y la asambleísta nacional Gina Godoy; todo esto mientras la banda de la policía entonaba canciones tradicionales.
También se han organizado festivales de cine LGBTI en las principales ciudades.
En 2012, el presidente Rafael Correa eligió a Carina Vance Mafla, una activista lesbiana, como la ministra de salud del país.
En lo social, en el país la tolerancia es cada vez más presente, sobre todo en las generaciones jóvenes. En ciudades como Guayaquil y Quito la comunidad LGBTI ha logrado una importante presencia en la vida diaria de la ciudad. Varias discotecas, bares, karaokes, saunas, tiendas y lugares de encuentro no se esconden mucho a la vista de nadie en la ciudad. En Guayaquil son frecuentes los paseos de parejas y amigos LGBTI por la av. 9 de octubre y el malecón 2000 a orillas del río Guayas, así como en Quito son más visibles en las calles del sector de la Mariscal. En la Playa de Montañita, en la provincia de Santa Elena, es muy común ver entremezclados jóvenes de todas las orientaciones sexuales sin ninguna cohibición o represión alguna.
En el resto de ciudades la tolerancia es menor, pero no por ello ha sido obstáculo para que se establezcan discotecas de ambiente gay. Se puede mencionar algunas ciudades como Cuenca, Ambato, Manta, Portoviejo, Riobamba, Machala, Santo Domingo, así como en la provincia de Santa Elena, entre otras. La gente LGBTI se maneja por lo general en todo el país con ciertas diferencias de apertura dependiendo de las ciudades en las que habiten.

### Clínicas de tortura
En noviembre de 2011, el grupo activista ecuatoriano Fundación Causana, inició una petición en Change.org para pedir al ministro de salud del país que cierre más de 200 clínicas de "deshomosexualización". El grupo aseguró que estas clínicas torturaban y abusaban de los pacientes en un esfuerzo para "curarlos".
Los centros se enfocaban principalmente en mujeres lesbianas y operaban bajo el disfraz de ser centros de rehabilitación contra las drogas. Al menos un par de padres descubrió los abusos y pidió a una de las clínicas que libere a su hija, Paola Ziritti, pero no les hicieron caso. Ziritti fue finalmente liberada, luego de dos años de encierro, y fue la primera en presentar cargos legales.
Activistas LGBTI pidieron al gobierno cerrar las clínicas, pero hasta agosto de 2011, sólo 27 habían sido cerradas, mientras más de 200 seguían abiertas. En enero de 2012, la ministra de salud Carina Vance Mafla cerró tres clínicas más en Quito y liberó a decenas de mujeres.

### Comentarios homofóbicos en las elecciones de 2013
Luego de las elecciones presidenciales de Ecuador de 2013, Nelson Zavala, un pastor evangélico y el candidato presidencial que quedó en último lugar en las votaciones, fue sentenciado por una corte electoral a pagar más de $ 3000 en multas por proferir comentarios homofóbicos. La corte también le prohibió ser candidato a cualquier dignidad o afiliarse a ningún partido político por un plazo de un año. Durante la campaña, Zavala llamó a las personas LGBTI «pecadoras» e «inmorales», y dijo que sufrían de una "severa desviación de la conducta". Activistas LGBTI aplaudieron el veredicto, que aseveraron marcaba un precedente. Zavala apeló el fallo, pero el veredicto fue ratificado en última instancia el 19 de marzo de 2013.

## Cultura LGBTI

### Literatura

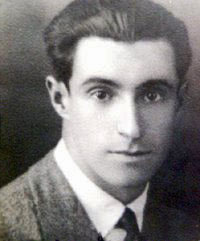
Pablo Palacio, autor de Un hombre muerto a puntapiés

La literatura LGBTI en Ecuador tuvo su exponente más antiguo en 1926, año en que el escritor lojano Pablo Palacio publicó el cuento Un hombre muerto a puntapiés, considerado como la primera obra literaria ecuatoriana en tratar abiertamente el tema de la homosexualidad. El cuento sigue a un protagonista que investiga el asesinato de un hombre y que posteriormente concluye que el hombre había sido asesinado por intentar seducir a un muchacho. Unos ańos más tarde, en 1930, el guayaquileño Joaquín Gallegos Lara publicó el cuento Al subir el aguaje, que se convirtió a su vez en la primera obra ecuatoriana en retratar la homosexualidad femenina.
A lo largo del siglo XX, varios autores hicieron eco de las concepciones religiosas y culturales de la época, por lo que las representaciones de personajes LGBTI tenían muchas veces connotaciones negativas o finales trágicos. Un cambio paulatino en estas representaciones tuvo lugar a finales del siglo XX y se acentuó en los primeros años del siglo XXI, cuando aparecieron las primeras novelas ecuatorianas en retratar relaciones amorosas entre personas del mismo sexo de forma positiva.
Entre las obras literarias ecuatorianas más destacadas con temáticas LGBTI, además de los cuentos de Palacio y de Gallegos Lara, se encuentran obras como Por qué Jesús no vuelve (Benjamín Carrión, 1963), Angelote, amor mío (Javier Vásconez, 1982), Fiesta de solitarios (Raúl Vallejo, 1992), Salvo el calvario (Lucrecia Maldonado, 2005), Eses fatales (Sonia Manzano, 2005) y Gabriel(a) (Raúl Vallejo, 2019).
En los últimos años, temáticas relacionadas con la diversidad sexual han sido abordadas por escritoras como Mónica Ojeda, María Fernanda Ampuero y María Auxiliadora Balladares.

### Cine
La representación de personajes LGBTI o tramas relacionadas con la diversidad sexual en el cine ecuatoriano fue considerada polémica hasta principios del siglo XXI. Un ejemplo temprano de cine LGBTI en el país fue la película Désatame, estrenada en 2006 y que tuvo como director a Christian Fuentes y como actores a varios personajes reconocidos de la televisión ecuatoriana, como David Reinoso y Juan Carlos Salazar, además de personalidades de la escena LGBT local, entre ellas Rudy Arana. Otras películas con temáticas LGBT han sido: Feriado, estrenada en 2014, y El secreto de Magdalena, estrenada en 2015.
Desde el 2002, conmemorando los 5 años de despenalización de la homosexualidad en Ecuador, se realiza en el país el Festival Internacional de Cine LGBT El Lugar Sin Límites, que reúne anualmente películas de decenas de países y tiene sedes en Quito, Guayaquil, Ambato, Riobamba, Cuenca, Portoviejo, entre otras ciudades. De acuerdo a su fundador, uno de sus objetivos al crear el festival era crear espacios para la comunidad LGBT distintos de las discotecas o sitios similares.
Del lado del cine documental se puede mencionar a la película La importancia de llamarse Satya Bicknell Rothon (2013), dirigida por Juliana Khalifé y que sigue el intento de dos madres de registrar a su hija con los apellidos de ambas, en el proceso judicial que pasó a conocerse como Caso Satya. Otro ejemplo es el filme La playa de los enchaquirados (2021), de Iván Mora Manzano, que sigue la historia de Vicky, una mujer transgénero pescadora que habita en la comunidad costera de Engabao.

### Radio
El 22 de enero de 2003 se estrenó en Radio La Luna el programa Voces de la diversidad, que fue el primer programa radial LGBT en la historia del país. El mismo era dirigido por integrantes de la fundación FEDAEPS y contaba con segmentos de entrevistas, noticias, temas de actualidad, música de artistas LGBT, espacios de opinión, entre otros.
El 8 de marzo de 2016 se estrenó la radionovela Mariana sí es lesbiana en Radio Pública, producida por la Fundación Causana y que constituyó el primer programa radial de temática lésbica en Ecuador. El guion de la radionovela fue escrito por la poeta y narradora María Auxiliadora Balladares y se basó en 24 historias que la Fundación Causana recopiló sobre experiencias de mujeres lesbianas en los tiempos de la despenalización de la homosexualidad en el país.

### Otras expresiones culturales
En 2009, la Corporación Kimirina inició la publicación de un cómic LGBT con el nombre de «Víctor Victoria» que contaba con una protagonista transgénero y que exploraba distintas fascetas de su vida, publicación realizada con el apoyo de la Fundación Schorer y de la Asociación Silueta X. El cómic contó con siete números y tuvo un tiraje de mil ejemplares cada uno.